# 国際捕鯨委員会
国際捕鯨委員会（こくさいほげい いいんかい、英語: International Whaling Commission; IWC）は、国際捕鯨取締条約に基づき鯨資源の保存及び捕鯨産業の秩序ある発展を図ることを目的として設立された国際機関。
日本は1951年に条約加入したが、2018年12月26日にIWCから脱退することを通告し、2019年6月30日に正式脱退した。

## 組織・総会
事務局はイギリスのケンブリッジにあり、クジラ資源の保存および利用に関しての規則を採択したり、クジラの研究・調査の調整・主催を行う。科学・技術・保存・財政運営の4つの小委員会を持っている（技術委員会は現在開かれていない）。総会の下に、適宜各種小委員会・作業部会・特別会合等の会合を開く。総会は2012年までは年に1度開催されていたが、以降は隔年開催が決定されている。
現在の事務局長はサイモン・ブロッキントン(Simon Brockington) 博士、議長はセントルシアのJeannine Compton-Antoine、副議長はベルギーのFrederic Chemayである。

## 条約の規定
国際捕鯨委員会は、鯨資源の保存・利用に関し、 (a) 保護される種類及び保護されない種類、 (b) 解禁期及び禁猟期、 (c) 解禁水域及び禁止水域（サンクチュアリの指定を含む）、 (d) 体長制限、 (e) 捕鯨の時期、方法、捕獲量、 (f) 使用する捕獲用具・措置、 (g) 測定方法、 (h) 捕獲報告・統計等の記録、 (i) 監督の方法に関して、付表 (Schedule) の修正を行うことができる（国際捕鯨取締条約第5条1項）。付表の修正には、本会議で投票する加盟国代表の4分の3の多数を必要とする（第3条2項）。付表修正は、 (a) この条約の目的を遂行するため、あるいは鯨資源の保存・開発・最適利用を図るために必要なものであること、 (b) 科学的知見に基づくこと、 (c) 国別配分割当や船団別・捕鯨基地別配分を規定しないものであること、 (d) 鯨の生産物の消費者・捕鯨産業の利益を考慮したものであること、を要する（第5条2項）。付表は条約の不可分の一部であり、本条約において「条約」という場合は、この付表を含む（第1条1項）。
委員会は、鯨または捕鯨及び国際捕鯨取締条約の目的に関する事項について、締約政府に随時勧告ができる（第6条）。勧告については、投票する加盟国代表の単純多数決で行われる（第3条）。このほか、手続規則の採択など付表の修正以外の決定は全て単純多数決で行われる（同条）。
なお、国際捕鯨取締条約の規定にかかわらず、締約国政府は、科学研究のため鯨を捕殺することを許可する特別許可証を発給することができる（第8条）。
条約非締約国は、条約寄託国であるアメリカ合衆国に対して通告することによって条約への加入を行うことができる（第10条2項）。また締約国は、脱退を希望する年の1月1日よりも前に条約寄託国であるアメリカ合衆国に対して通告を行えば、6月30日に脱退することができる（第11条）。

## 歴史

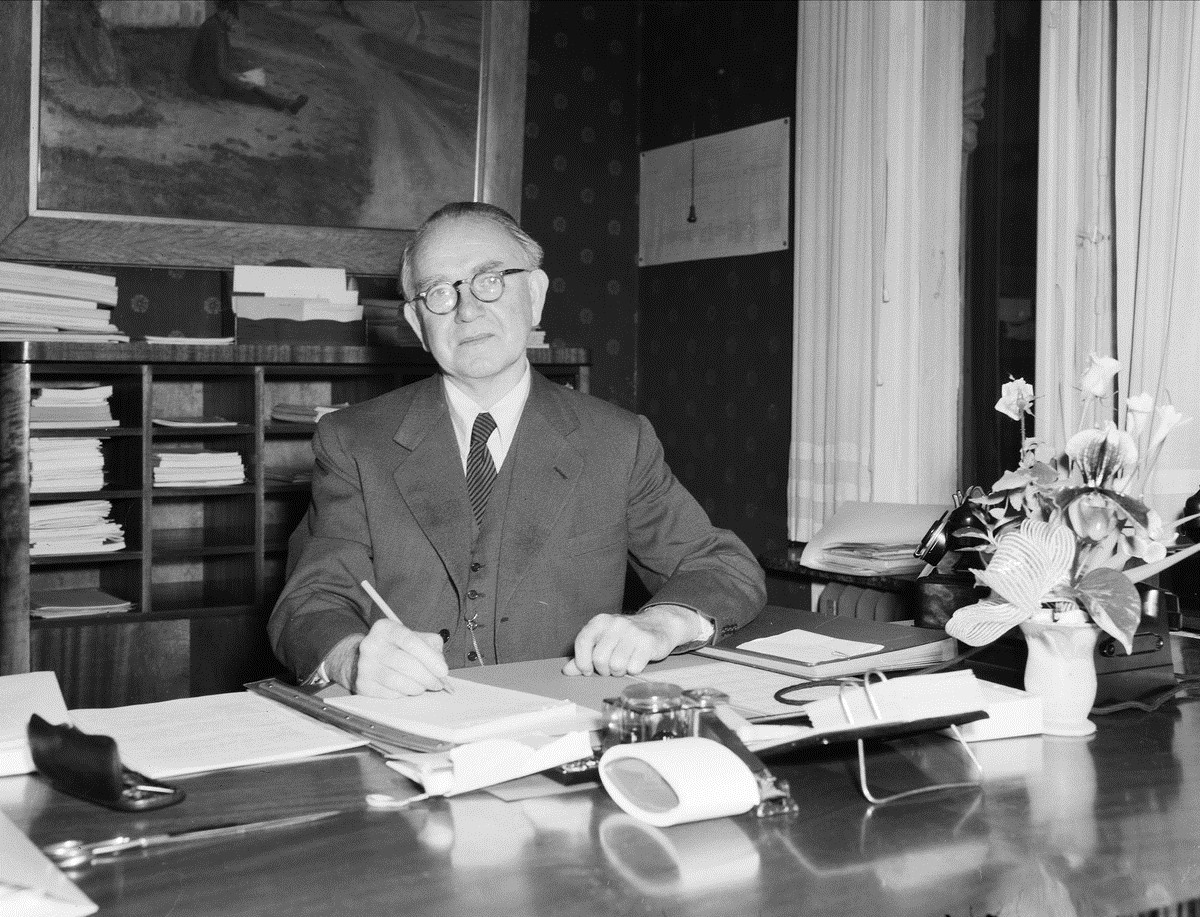
ノルウェーの解剖学者で政治家のバーガーセンは、1930年代から持続可能な捕鯨活動を求める活動を行い、国際捕鯨取締条約や国際捕鯨委員会の創設に寄与し、初代委員長となった。

- 1946年：国際捕鯨取締条約が採択（12月2日・ワシントンDC）
- 1948年：国際捕鯨取締条約効力発生（11月10日）
- 1949年：第1回国際捕鯨委員会年次会合開催
- 1951年：日本、条約加入[5]
- 1963年：南極海でザトウクジラが捕獲禁止
- 1963年：イギリス、捕鯨から撤退
- 1964年：オランダ、捕鯨から撤退
- 1968年：ノルウェー、南極海捕鯨操業を中止
- 1972年：国連人間環境会議で商業捕鯨10年モラトリアム勧告が採択。IWCでは否決
- 1974年：「新管理方式」と呼ばれる資源管理方式を採択
- 1975年：北太平洋のナガスクジラとイワシクジラが捕獲禁止
- 1976年：南極海のナガスクジラが捕獲禁止
- 1978年：南極海のイワシクジラが捕獲禁止
- 1979年：インド洋サンクチュアリと、ミンククジラ以外の母船式商業捕鯨禁止を採択
- 1981年：カナダが脱退を通告（82年に脱退）。北西太平洋以外でのマッコウクジラ捕獲禁止を採択。
- 1982年：商業捕鯨モラトリアムを採択。日本、ノルウェー、ペルー、ソ連が異議申立。カナダが正式に脱退。
- 1983年：ペルー、異議申立を撤回
- 1986年：日本、異議申立撤回を決定し、87年3月をもって南極海での商業捕鯨を終える
- 1987年：日本、科学調査目的の捕鯨を開始
- 1991年：アイスランドが脱退を通告（92年に脱退）
- 1994年：「改定管理方式」と呼ばれる捕獲枠算定方法を採択する一方、南極海サンクチュアリを採択
- 1997年：アイルランドより商業捕鯨再開のための妥協案が提示。
- 2002年：アイスランドが復帰
- 2003年：新たな下部委員会として「保存委員会」の設置を採択。
- 2006年：「改訂管理制度」と呼ばれる国際監視員制度や科学特別捕獲許可等に関する協議が決裂
- 2008年：対立打開のため、小作業部会が設置
- 2010年：妥協案策定交渉が決裂
- 2012年：本会議の隔年開催が決定
- 2014年：国際司法裁判所で、日本の調査捕鯨を商業捕鯨モラトリアム違反とする判決が確定。現行の南極海での調査捕鯨停止が命じられる。
- 2018年：12月26日、日本が条約脱退を通告[6][3][8][9]（2019年6月30日に脱退[6]）。
- 2024年：9月26日、ペルーのリマで開催した年次総会で、南大西洋にクジラの禁漁区（サンクチュアリ）を設定する案の採決を行い、賛成が可決に必要な75パーセントに届かず否決された[10]。

## 加盟国

### 加盟国の推移
設立当初から1970年代半ばまでは、加盟国はおよそ十数カ国で推移していた。主要加盟国は、ノルウェー、英国、日本、ソ連、オランダなど南極海捕鯨操業国、デンマーク、オーストラリア、米国、カナダなど沿岸捕鯨操業国であった。
1970年代後半期より、加入国が急激に増加し、1980年代には40カ国前後がIWC加盟国となった。これは、ペルーなどIWC非加盟捕鯨操業国及び非捕鯨国に対して米国などから加盟が強く促されたことによる。捕鯨国に親和的な票を投じていたカナダは81年に脱退を通告し、反捕鯨国がIWCにおいて付表改正に必要な4分の3以上の多数を占め、鯨類資源に関する科学的不確実性を理由として1982年に商業捕鯨モラトリアムが採択されるに至った。
その後捕鯨国としては1992年にアイスランドが脱退し、加盟国は40カ国程度で推移していたところ、2000年代より再び加入国が相次いだ。1999年の年次会合後の記者会見において、亀谷博昭農水政務次官は捕鯨賛同国を増やすために漁業振興などを目的にした政府開発援助を活用する方針を表明し（日本経済新聞6月3日付朝刊/朝日新聞6月3日付朝刊）、以降日本側とEU諸国等反捕鯨国との間で加入の勧奨が相互に行われたためである。この結果、加盟国が84カ国へと1990年代に比べて倍増している。
日本側の積極的な招致活動により、2006年にセントクリストファー・ネイビスで開催された年次会合において、商業捕鯨モラトリアムはもはや不必要であるとする決議案を賛成多数において採択することに成功した。
しかしながら、後述のように当初捕鯨支持として加入した一部中南米諸国が反捕鯨側での投票行動をとるようになったこと、EU加盟各国が新たに反捕鯨国としてIWCにも相当数が加盟したこと、さらには捕鯨を支持するアフリカ諸国の一部が分担金の不払いにより投票権を失っていること等によって、2007年年次会合ではIWC内での勢力比は反捕鯨国側に傾くこととなった。但し、日本側も2008年3月にアフリカ、アジア大洋州の加盟検討国他12カ国を招請して東京で会合を開くなど、引き続き新規加盟の勧奨を続けていた。

### 加盟国と勢力分布

青色で塗られた国が加盟国

加盟国は88か国（2019年7月現在）。反捕鯨国が優勢となっている。年次会合における各国の投票行動を下に示す（  を基に作成した）。代表団は、捕鯨支持国代表では水産問題担当官庁、反捕鯨国では環境問題担当官庁が中心となって構成される傾向が見受けられる。
- アジア：8（捕鯨支持4、中間派2、反捕鯨2）

捕鯨支持：カンボジア、モンゴル、ラオス、韓国
中間派：オマーン、中国
反捕鯨：イスラエル、インド
- アフリカ：20 （捕鯨支持17、中間派2、反捕鯨1）

捕鯨支持：エリトリア、ガーナ、カメルーン、ガンビア、ギニア、ギニアビサウ、コートジボワール、コンゴ共和国、サントメ・プリンシペ、セネガル、タンザニア、トーゴ、ベナン、マリ、モーリタニア、モロッコ、リベリア
中間派：ガボン、ケニア
反捕鯨：南アフリカ
- オセアニア：8 （捕鯨支持5、中間派1、反捕鯨2）

捕鯨支持：ツバル、パラオ、キリバス、ナウル、マーシャル諸島
中間派：ソロモン諸島
反捕鯨：オーストラリア、ニュージーランド
- ヨーロッパ：32 （捕鯨支持3、中間派1、反捕鯨28）

捕鯨支持：アイスランド、ノルウェー、ロシア
中間派：デンマーク
反捕鯨：アイルランド、イギリス、イタリア、エストニア、オーストリア、オランダ、キプロス、ギリシャ、クロアチア、サンマリノ、スイス、スウェーデン、スペイン、スロバキア、スロベニア、チェコ、ドイツ、ハンガリー、フィンランド、フランス、ブルガリア、ベルギー、ポーランド、ポルトガル、モナコ、リトアニア、ルクセンブルク、ルーマニア
- 北アメリカ：1 （反捕鯨1）

反捕鯨：アメリカ合衆国
- カリブ諸国：6 （捕鯨支持5、不明1）

捕鯨支持：アンティグア・バーブーダ、グレナダ、セントヴィンセント・グレナディーン、セントクリストファー・ネイビス、セントルシア
不明：ドミニカ国
- 中央・南アメリカ：15 （捕鯨支持1、反捕鯨14）

捕鯨支持：スリナム
反捕鯨：アルゼンチン、ウルグアイ、エクアドル、グアテマラ、コスタリカ、コロンビア、チリ、ドミニカ共和国、ニカラグア、パナマ、ブラジル、ベリーズ、ペルー、メキシコ
- 総計：88（捕鯨支持36、中間派3、反捕鯨50、不明1）

上記のとおり、地域ごとに捕鯨支持・反捕鯨の勢力比が大きく異なっている。
- アジア、アフリカ、オセアニアの各地域では、捕鯨支持国が優勢である。
- EU諸国（27か国中25か国がIWCに加盟。マルタ、ラトビアが未加盟）は、デンマーク[16]を除き、全て反捕鯨の立場である。EUでは1992年の「ハビタット指令[17]」が（全ての鯨類を付属書Ⅳに掲げて）EU内での意図的捕殺に関する保護措置を取り、製品の保持・輸送を禁じている。2008年のIWC年次会議にはEU議長国としてスロベニアが代表して発言を行うなど、共通のポジションを取っている。
- ラテン・アメリカでは、日本側はカリブ諸国やニカラグア、パナマ、ベリーズなどに対してIWC加入を勧奨し、これら諸国は当初捕鯨支持国であった。しかし、ブラジル・アルゼンチン・チリといった主要ラテンアメリカ諸国（いずれも反捕鯨国）の唱導によって、ラテンアメリカ諸国は国連における表決と同様、地域ブロックとして共通の投票行動（この場合、反捕鯨）をとるようになり、反捕鯨国となっている[18][19][20]。
- 内陸国（モンゴル・ラオス・マリ・オーストリア・サンマリノ・スイス・スロバキア・チェコ・ハンガリー・ルクセンブルク）も加盟している。

### 新規加盟国
2008年以降の新規加盟国は以下の通り。
- ルーマニア（反捕鯨・2008年4月加盟）
- タンザニア（捕鯨支持・2008年6月加盟）
- エリトリア（捕鯨支持・2008年9月加盟）
- リトアニア（反捕鯨・2008年11月加盟）
- エストニア（反捕鯨・2009年1月加盟）
- ポーランド（反捕鯨・2009年4月加盟）
- ガーナ（捕鯨支持・2009年7月加盟）
- ドミニカ共和国（反捕鯨・2009年7月加盟）
- ブルガリア（反捕鯨・2009年8月加盟）
- コロンビア（反捕鯨・2011年8月加盟）
- サントメ・プリンシペ（捕鯨支持・2018年5月加盟）
- リベリア（捕鯨支持・2018年8月加盟）

### 勧奨活動
日本の勧奨活動について、日本の水産庁は、日本の海外援助はインドやアルゼンチンなど反捕鯨国にも行われており、援助のためにIWC で日本の味方をする必要も無いし、反捕鯨政策をとったから援助が無くなるわけでもないと、援助とIWCでの投票との関係を完全に否定する主張を以前より行ってきた（水産庁ウェブサイト）。また、日本捕鯨協会は各国の票を政府開発援助と引き換えに得ているという批判に対して「全くのデタラメ」かつ「途上国を侮辱するものであり、カリブ諸国などは怒りを表している」と強く否定している（日本捕鯨協会ウェブサイト）。
但しこれに対してカリブ諸国の一つであるドミニカの環境・計画・農水大臣で当時本問題を主管していたアサートン・マーチンは反捕鯨団体であるドミニカ自然保護協会（Dominica Conservation Association - DCA）の会長でもあったが、日本がODAによる漁業施設建設工事と引き換えに自国票を買収したと非難する発言を繰り返しており、2007年に訪日した際も、こうした日本の行動を「新たな植民地主義である」と主張している（マーチン発言ビデオ映像。3分50秒以降）。
このほか、グレナダでは、日本政府がグレナダ政府に対してIWCに関する資金を拠出していた旨を確認する文書が2005年に発見されている（グレナダ政府財務省発出文書）。また、この文書の存在を伝えた豪州公共放送「ABC」の番組中、ソロモン諸島の元水産専務次官で10年間IWC代表を務めたアルベルト・ワタ (Albert Wata) は、「日本は当国政府の分担金を払っている。日本は会議への代表団もサポートしている。会議への航空運賃とか日当の形でだ」と語り、ワタの後IWC代表を受け継いだネルソン・カイル (Nelson Kile) 元水産相も同様に「日本が当国の会費を払っていた。はっきりしたことは確かではないが、おそらく10年間ぐらいだったと思う」と証言している （豪州国営放送局ABC特集番組「Four Corners」）。シクア (Derek Sikua) ソロモン諸島首相も2008年、日本政府が会議出席費用を支払っていたことを認めている（豪州国営放送ABCウェブサイト）。
2007年に捕鯨支持で新規加入したラオスは、ブアソーン・ブッパーヴァン首相訪日の際に国会で、IWCへの参加を日本との友好関係の例として挙げ、政府開発援助などを要請している。コートジボワールに関しても、同国を訪問した山際大志郎衆議院議員がIWCでの支持への謝意を表明するとともに、漁業に関する技術援助を協議している（山際大志郎衆院議員ブログ）。
そもそも前述のように亀谷博昭農水政務次官はODAによりIWC日本側支持国勧奨を明言しているのみならず、2001年の年次会合に際して当時交渉担当者であった小松正之は、日本のODA活用に関して「何も悪いことはない」と発言、これに対してIWCでは、国連海洋法条約、ウイーン条約法条約、友好関係宣言等を印照しつつ、各国への内政干渉の一切を否認する決議案が採択される事態に至っている（IWC決議 2001-1号）。こうしたことから、世界自然保護基金（WWF）など多数の環境NGOは、日本がODAとの取引による勧奨行動を行っているとして、これを「買収（vote-buying）」であると批判している。
一方、反捕鯨陣営も1982年のモラトリアム採択に向けて同様に資金援助を伴った新加盟国の勧誘を行っていた。Whale and Dolphin Coalitionの活動家Jean-Paul Fortom-Gouinはアンティグア、ベリーズ、コスタリカ、セント・ヴインセントを勧誘し、IWCへの分担金などを提供していた。
世界自然保護基金（WWF）会長だったピーター・スコット卿（Peter Scott）や/グリーンピースの会長デイビッド・マクタガート（David McTaggart）との会議で、新規勧誘を決めた。
当時グリーンピースの海洋哺乳動物のコンサルタントを務めていたフランシスコ・パラシオ（Francisco Palacio）によると、このような工作で新規加盟させた国は少なくとも6か国あり、それら加盟国の年会費だけでも年間約15万ドルに達したという。この頃に日本代表団の首席代表であった米澤邦男によると、新規加盟国の中にはIWCへの分担金をNGOからもらった小切手で支払ったために関係が発覚した例もあった。
なお、投票勧奨活動と関連して、日本は「全てのメンバー国が自由に意志を表示できるよう」無記名投票制を主張し、2006年までしばしば導入提案を行っていた。これに対しては透明性に問題が生じる、オーフス条約の趣旨に反するなどの批判があり、議長選出などを除いて採用されていない。
その後、2007年2月に東京で開かれたIWC正常化に関する会合（後述）でも検討され、少なくとも現時点では秘密投票を目的とするのを再検討すべきであり、評決は避け、コンセンサスによる合意を図るべきであるなどの見解が、同正常化会合のワーキンググループから提示され、この旨が正常化会合議長総括として、2007年の年次会合総会に報告されている。これを受けて2007年のIWC年次会合では、日本側は秘密投票の案件等に対する表決の要請を取り止めている。

## 日本の脱退
2018年9月10日から14日の国際捕鯨委員会（IWC）第67回総会において、日本が鯨類の保護・持続的利用の両立と立場の異なる加盟国の共存を図るとして提案したIWC改革案について、持続的利用支持国が「これがIWC機能回復のための適切な対応である」などと支持したが、反捕鯨国は「商業捕鯨につながるいかなる提案も認めない」「IWCは保護のみを目的に「進化」しており、モラトリアムの解除は一切認められない」などとして、強硬に反対し、賛成27・反対41・棄権2で否決された。これを受けて「政府・自民党内ではIWC脱退論まで浮上」という報道もされたが、その後の状況について、日本国政府の公式発表はなかった。
2018年（平成30年）12月20日になって報道機関は、政府関係者が明らかにしたという形で一斉に脱退方針の決定を報道した。
日本国政府は、正式に12月25日の閣議で、国際捕鯨取締条約からの脱退を決定し、26日に正式に脱退通知を行い、菅義偉は内閣官房長官談話として公式に発表した。これにより、2019年（令和元年）6月30日に国際捕鯨委員会を脱退し、7月1日から商業捕鯨を再開させた。
政府は、「脱退後も日本は国際的な海洋生物資源の管理に協力していくという考えに変わりはない」として、IWCにオブザーバーとして参加し、IWCと共同で「北太平洋鯨類目視調査」を引き続き実施している。
IWCの財政は多額の資金を拠出していた日本の脱退により急速に悪化した。2022年（令和4年）にスロベニアで開催された総会で財政問題について、以後2年間の収支を均衡させる予算案が採択された。

## 日本政府代表の構成・政策決定等

### 主管省庁
主管は水産庁であり、資源管理部国際課捕鯨班を中心として水産庁内での事実上の政策決定が行われている。
IWCは外交問題に関係することから、外務省漁業室も政策決定に参与しているが、その役割は副次的なものである。国としての一貫した方針を表明しなければならない必要があることから表面化することはないものの、外務省という立場上対外的な関係を重視することもあり、政策方針については水産庁側とは相当の温度差があり、こうしたことはまれにオフレコで表明されることがある。なお2008年11月、外務省参与で元副報道官の谷口智彦は、豪州紙に「捕鯨業を守ることは日本の国益にはならない」と公言し、内外の波紋を呼んだ。

### 日本政府首席代表および代理
1987年より島一雄が10年以上にわたり首席代表 (Commissioner) を務めた後、2000年からは森本稔が同代表となっていたが、2008年9月12日付で前水産庁次長の中前明水産総合研究センター（現・国立研究開発法人水産研究・教育機構）理事長に交代した。森本代表の時期は、むしろ1995年から2004年まで代表代理 (Alternate Commissioner) を務めた小松正之が会議時の発言やマス・メディアへの対応の前面に立ち、日本側代表団を総括していた。2005年からは森下丈二漁業交渉官がその任にあたっている。なお小松は2005年に水産総合研究センターへ出向した後、2007年12月に水産庁を退職した。小松は日本の調査捕鯨に対して最も批判的な論者の一人として知られており、国際司法裁判所判決を受けて日本が再提出した南極海新調査計画案について科学性が欠如しているとして提案の出し直しを主張するなどしている
。

## 捕鯨管理枠組

### 商業捕鯨捕獲枠の算定
シロナガスクジラ単位 (BWU)IWC設立当時における最大の捕鯨漁場は南極海であり、IWCはこの海域での総捕獲枠について、1971/72年漁期まで「シロナガスクジラ単位(Blue Whale Unit: BWU)」という基準で規制を行っていた。これは、シロナガスクジラ1頭を1BWUとし、1頭あたりの鯨油生産量を基準にナガスクジラは2頭、ザトウクジラは2.5頭、イワシクジラは6頭を、それぞれ1BWUと換算するというもので、もともとはIWC以前の1932年に鯨油の生産調整の目的で用いられ始めた。しかし当初設定された捕獲枠16,000BWUは高きに失し、また鯨種別の規制もなされない極めて大雑把な方式であったことから、シロナガスクジラやザトウクジラの激減を防ぐに無力であった。
新管理方式 (NMP)BWU規制の失敗を受け、1974年に採択されたのが「新管理方式 (New Management Procedure: NMP)」という捕獲規制方式である。これは、水産資源学における最大持続生産量 (Maximum Sustainable Yield: MSY) 理論を取り入れた方式で、資源量増加が最大となる資源水準 (MSY Level: MSYL) を資源管理の指標とするものである。MSYLについて、NMPの場合では初期資源量の60%と設定された。NMPでは資源を (1) 資源がまだ初期の状態にあってMSYの90%まで捕獲が可能とされる初期管理資源（MSYLを60%と設定したNMPの場合、初期資源量の72%以上）、 (2) 資源がMSYレベル付近（同じくMSYLを60%とした場合、初期資源量の54-72%）にあり、0からMSYの90%まで資源量に応じて捕獲枠が設定される維持管理資源、 (3) このレベルを割り込んでいる保護資源（同じくMSYLを60%とした場合、初期資源量の54%以下）に3分類し、保護資源については一切の捕獲を認めないとされる。この分類に基き、鯨種毎・海域毎に捕獲枠が設定され、ナガスクジラやイワシクジラなどが相次いで捕獲禁止措置が取られるなど一定の成果を収めた。しかし、南極海での本格的な商業的捕獲が70年代まで行われなかったミンククジラなどについては、資源量算定の基礎とする科学的データの不足が指摘され、捕獲枠の算定が不可能な事態に立ち至った。反捕鯨諸国はこうした科学的不確実性等を理由とし、商業捕鯨モラトリアムを提案、多数決により可決した。
改訂管理方式 (RMP)NMPの失敗とモラトリアムの採択を受け、IWC科学委員会により策定されたのが「改定管理方式 (Revised Management Procedure)」と呼ばれる方式である。NMPが初期資源量や自然死亡率などの科学的データの不足により捕獲枠の算定ができなくなってしまったことから、RMPではこうした科学的不確実性があることを所与のものとして、できる限り少ない科学的データをもとに、資源保護に資する捕獲枠の算定が行われる方式が構築された。このためRMPの捕獲枠算定を行うため用いられる捕獲限度量アルゴリズム (Catch Limit Algorithm: CLA) では、 (1) 目視調査による推定資源量と (2) 過去の捕獲統計のみで足りる。いくつかの方式がCLAの候補として検討された後に、科学委員会はジャスティン・クック博士の方式を採用 (PDF) 、RMPは1994年にIWCにおいて正式に採択された。北西太平洋のミンククジラについてはすでに適用試験が終了しており、最も妥当性が高い系群構造の仮説では、平均で150頭程度（最小63頭、最大311頭）の商業捕獲枠が算出されたことが2003年の年次会合で報告された。ニタリクジラについても2005年から適用試験が進行中である。また、ノルウェーは独自にRMPを適用して自国の商業捕獲枠を算出している（ノルウェー漁業・沿岸問題省ウェブサイト）。

### 商業捕鯨モラトリアムとサンクチュアリ
新管理方式 (NMP) で十分な科学的根拠に基いた資源管理ができない以上、より保護主義的な管理をすべきであると主張する科学者も多く現れるようになった。こうして保護的方策としてモラトリアムを採用すべきであるとの科学者からの訴えを受け、1979年の科学委員会では、NMPの妥当性が検討されたものの、合意は得られなかった。こうして捕獲枠の算出不能なNMPの失敗は、決定的となった。
こうした趨勢を受けて国際捕鯨委員会は、1982年に付表10 (e) の追加により、商業捕鯨の一時停止（モラトリアム）を決議した。この付表修正により、母船式捕鯨について1985/86年期から、沿岸捕鯨については1986年から、商業捕獲枠はすべて0頭と設定されるとともに、当該規定は最良の科学的助言のもとでの再評価が行われ、1990年までに当該措置の資源量への影響の包括的評価を行い、付表再修正と新たな捕獲枠設定を検討することが規定された（付表）。しかしIWCは1990年以降、毎年検討を行ったものの、商業捕鯨再開について合意を得ることができなかった。
新たな捕獲枠設定に関連しては、1994年に、条約5条1項 (c) にもとづき南極海をサンクチュアリ（捕獲対象外の保護区域）とする付表7 (b) の追加を決定している。日本は同修正が、根拠となる条約5条1項について条件を定めた同条2項の諸規定に違反した非合法なものであるとして異議申立を行っている。また、この後ラテンアメリカ諸国は南大西洋を、オーストラリア並びにニュージーランド等は南太平洋についてサンクチュアリ設定を求めてきた経緯があるが、いずれも4分の3の多数を得られず、採択されていない。
1982年のモラトリアム決議に対しては、当初日本、ノルウェー、ペルー及びソ連が、その法的拘束力を免れるため異議申立（条約5条3項）を行った。しかし、日本とペルーはその後に異議を撤回している。異議を維持しているノルウェーは、独自に捕獲枠を設定して商業捕鯨を行っている。また、アイスランドは、2002年の条約再加入に際し、異議申立ないし留保付きの加入をしたとしている。
なお、この1982年の付表修正以前に、1979年には付表10 (d) の追加により、ミンククジラを除く全てのヒゲクジラ、マッコウクジラ及びシャチを対象に、母船式捕鯨についてモラトリアムが採択されている。このほかIWC以外の場ではあるが、1972年に開かれた国際連合人間環境会議でも、10年間の商業捕鯨モラトリアムが決議されていた。ただし、同年にIWCでも行われた提案は否決されている。

### 監視・監督制度
当初IWCは、操業国の監督官が自国の捕鯨母船に乗船することなどを通じて履行を確保する手段としてきた。しかし操業国船団・船舶等による組織的な違法操業を防止することができなかった。特に旧ソ連に関しては、捕獲禁止鯨種のザトウクジラを大量に捕獲するなど、極めて悪質な違反を組織的に行っていたことが判明している。このため国際監視員制度が1972年より設けられ、非操業国の国際監視員が操業国の違反の有無をチェックすることとなったが、やはり操業違反行為が度々行われていた。

### RMS交渉
国際捕鯨委員会では「改訂管理方式 (Revised Management Procedure: RMP)」と呼ばれる商業捕鯨に関する捕獲枠算定方法が1994年に採択されたが、これに基づいた商業捕鯨の再開はされていない。「改訂管理制度 (Revised Management Scheme: RMS) 」と呼ばれる監視制度等に関して合意が成立していないためである。RMSに関する論点は、国際監視員制度、監視制度に関する費用分担、捕獲時の致死時間に関するデータの提供、操業船舶に対する衛星監視システムの導入などが含まれる。これらに加えて、条約第8条で認められている科学調査目的の捕殺に関する行為規範 (Code of Conduct) の制定などを含む交渉が14年間にわたり行われて来たが、日本など商業捕鯨推進国と反捕鯨国との間の溝は埋まらず、2006年にRMSに関する議論を無期限に延期することとなり、交渉は決裂した。
なお、IWCはRMSが完成するまで、RMP適用による実際の商業捕獲枠設定は行わないとしているが、商業捕鯨を継続中のノルウェーは、前述の通り自国の捕獲枠算出のため、独自にRMPを適用している。

## 条約第8条による特別科学許可 (scientific permit)
現在IWCにおいて最も意見が分かれるのが、日本が条約第8条に基づき発給している科学目的の特別許可書に基づくミンククジラを中心とする鯨類の捕獲（いわゆる調査捕鯨）についてである。これらの捕獲による科学調査事業は南極海と北太平洋で実施されており、南極海のものはJARPA（Japan's Whale Research Program under Special Permit in the Antarctic：「ジャルパ」と発音）、北太平洋のものはJARPN（Japan's Whale Research Program under Special Permit in the Western North Pacific：「ジャルパン」と発音）と呼ばれる。
これらの科学的調査事業の学術的有効性については、学術的価値に極めて乏しいという意見が国際学会内で支配的であり、日本国内で捕鯨推進を主張する研究者からも「その意義が見えてこない」と批判されている一方、極めて学術的価値の高い優れた研究プログラムであるという反論も日本鯨類研究所所属及びこれに関連する科学者より強く主張されている。
学術的価値を疑問視する意見を掲載した最も有名なものとしては、自然科学雑誌『ネイチャー』に2005年に査読の上掲載された、日本の科学調査事業の策定計画にも携わった粕谷俊雄博士、オーストラリアのニコラス・ゲイルズ (Nicholas J. Gales) 博士、米国のフィリップ・クラパム (Phillip J. Clapham) 博士、同じく米国のロバート・ブラウネル (Robert L. Brownell) 博士による「Japan's whaling plan under scrutiny」という論文が挙げられる。同論文は、こうした致死的捕獲を必然的に伴う日本政府の科学研究プログラムから「生じた査読論文は極めて少数にとどまっているばかりか、（IWC科学委員会発行の）『Journal of Cetacean Research and Management』に掲載された論文本数はゼロであり、そればかりか種の管理のために用いられる科学的パラメーターに関連した査読論文は、たった1本（系群構造に関するもの）であるに過ぎない」と論難している（同上論文883頁）。
これに対しては日本鯨類研究所ウェブサイトにも、上記主張は「科学者としての信憑性を疑わざるを得ない事実の歪曲や誤認が多く含まれ」たものであり、かつ「感情的な記述」を含んだ全く根拠を欠くものであると強く反駁する見解が掲載されており、また国際捕鯨委員会科学委員会提出文書にも同趣旨の反論文書が提出されるとともに、日本政府代表よりこれら学術的側面からの批判に対して反論が加えられている。科学調査プログラムとして最大の争点となる学問的有用性についても、査読つきの科学雑誌（英文、和文）に投稿した捕獲調査関連の論文数は84編にものぼる（JARPAが18年であることから、年間4.6本）こと、非査読ではあれIWC科学委員会に提出した論文数は150編以上であること、並びに査読雑誌投稿を試みたものの、査読により論文掲載が却下されたことを挙げている。
このうち南極海において18年間行われた第一期JARPAプログラムについて、IWC科学委員会は1997年に中間レビュー、2006年に最終レビューを実施した。
JARPAの主たる目的の一つは、南極海ミンククジラの自然死亡率と個体数増加率の推定、生態系における同鯨種の解明であったが、「収集されたデータはIWCで援用されている科学的管理には一切必要のないデータであること、それどころか自然死亡率や個体数増加率、生態系における役割に関してはほとんど何も解明できていない、という厳しい評価を受けた」として、この科学を名目とする調査には科学的妥当性がほとんど全く認められないという極めて厳しい批判の声も日本国内の研究者からあがるに至っている。こうした見方に対して水産庁は「100点満点で50-60点がIWCの見方」とIWC科学委員会の結論を捉える一方、日本鯨類研究所は、12月ワークショップが「（JARPA）調査のデータセットは、海洋生態系における鯨類の役割のいくつかの側面を解明することを可能にし、十分な分析を行えば、科学小委員会の作業や南極の海洋生物資源の保存に関する条約など他の関連する機関の作業に重要な貢献をなす潜在性を有している」と結論したことを踏まえ、「日本の調査の目的は科学であり、商業捕鯨が再開したおり、その捕鯨を持続可能なものにするための科学なのである」としてJARPAの科学的妥当性を強く主張している。
日本の南極海における調査捕鯨(JARPA II)に対しては、オーストラリアが日本を相手取り国際司法裁判所に対して同捕鯨がモラトリアム等を定めた条約付表に違反すると提訴を行い、この結果、国際司法裁判所は日本の調査捕鯨が商業捕鯨モラトリアム違反であるとの判決を下した。この結果、日本はJARPA IIを中止し、新たな調査計画を策定中である。
これまでに、日本以外で特別許可証発給を行い捕獲調査を実施したことのある国の例としては、米国、ソ連、オーストラリア、カナダ、韓国などが挙げられる。
最近ではアイスランドがIWC再加盟後、2003年から2007年までのプログラムとしてミンククジラ計200頭（当初表明では年にミンククジラ100頭・ナガスクジラ100頭・イワシクジラ50頭で2年間）について、生物学的データ一般の収集及び捕食量調査を目的とした特別許可を発給の意図を表明した。そして、実際に2006年までに161頭についての捕獲許可を発給して捕獲した。2007年も残る39頭についての許可を発給し、うち少なくとも33頭の捕獲を行った。このほか商業捕鯨も2006年に再開したが、2007年にその操業を中止している
。上記アイスランドの特別許可発給に関しては、2003年のIWC年次会合の科学委員会において審議が行われ、これを受けて開催された本会議において懸念が表明され、賛否両論が付された。この本会議では、アイスランド及び日本の捕獲調査は商業捕鯨モラトリアムの精神に反すること、第8条は商業目的の鯨肉の供給のために供せられるものではないこと、今日では非致死的技術の利用でより優れたデータが低コストで得られること、実施中の捕獲調査及び新規の特別許可発給の自粛を求め、非致死的調査のみにすべきことなどを内容とする決議が、多数決で採択（賛成24・反対21・棄権1）された (Resolution 2003-2)。但しアイスランド政府は、同決議は何ら科学的・法的妥当性を有さないものであるとして強く反対している。

## 2007年年次会合の結果
採択された付表修正
- ベーリング海・チュクチ・ボーフォート海のホッキョククジラについて、2008-2012年までの間に280頭陸揚げできる（1年間での銛打ちは67回を超えないこと）とする先住民生存捕鯨捕獲枠がコンセンサス（無投票による全体合意）で設定された。
- 東部北太平洋コククジラについては、2008-2012年までの間に620頭捕獲できる（1年間での捕獲は140頭超えないこと）とする先住民生存捕鯨捕獲枠がコンセンサスで設定された。
- セントヴィンセント・グレナディーンのザトウクジラについては、2008-2012年までの間に20頭捕獲できるとする先住民生存捕鯨捕獲枠がコンセンサスで設定された。
- グリーンランドについては、2008-2012年までの間の各年、西部グリーンランドについては、ナガスクジラに対する20回の銛打ち、ミンククジラに対する200回の銛打ち、ホッキョククジラに対する2回の銛打ち、東部グリーンランドについては、ミンククジラに対する12回の銛打ちができるとする先住民生存捕鯨捕獲枠についてコンセンサスが得られなかった。そこで実施された投票の結果、賛成41・反対11・棄権16・欠席4となり、4分の3の多数を得たため可決・設定された。

上程されたが採択されなかった付表修正提案
- 日本より、網走、鮎川、和田浦、太地におけるミンククジラの沿岸捕鯨を認める付表修正提案がなされたが、コンセンサスが得られなかったため、投票に付されることなく撤回された。
- ブラジル、アルゼンチン、チリなどラテンアメリカ諸国より、南大西洋にサンクチュアリを設定する提案がなされたが、投票の結果、賛成39・反対29・棄権3・欠席1となり、4分の3の多数を得られなかったため否決された。

採択された決議
- ブラジル、アルゼンチン、チリなどラテンアメリカ諸国より、鯨類の非致死的利用の促進を求める決議案が、賛成42・反対2・棄権2で採択された（日本を含む20カ国は投票不参加）。
- 日本国政府に対し、同国により実施されている科学特別許可の発給に関し、本件問題を審議した科学委員会報告書に示された31か条の勧告を受け止め、南極海における致死的な科学調査の実施を無期限に延期するよう求める決議案が、賛成42・反対2・棄権1で採択された（日本を含む27カ国は投票不参加）。
- 船舶の活動に関し、海賊行為や人命を危険に晒す行為を行わないことと、南極海の環境保護の重要性に配慮すること、人命・環境に危険を晒す海上での事故・事件に関して国連海洋法条約の規定に基づき、協力することを求める決議案がコンセンサスで採択された。
- 商業捕鯨モラトリアムが有効であり、IWCは商業捕鯨再開のための措置を完成できていないことを確認するとともに、国際捕鯨取締条約締約国がワシントン条約締約国会議において、付属書Ⅰからの鯨類掲載を削除しないことを求める決議案が、賛成37・反対4・棄権4で採択された（日本を含む26カ国は投票不参加）。

## 捕鯨国・反捕鯨国歩み寄りのための努力
現在IWCでは捕鯨国、反捕鯨国双方とも4分の3の多数を得られる状態になく、双方の意見は分極化しているが、これを打開するための努力も同時になされている。
1997年、モナコ・モンテカルロで開催されたIWC年次会合の席上、アイルランドより、
1. 沿岸に限り商業捕鯨の再開を認める一方、公海での捕獲は禁止する
2. 条約第8条に基づく日本による科学特別許可の発給を段階的に中止する
3. 鯨肉等の国際取引を禁止する

との打開案が提示された（朝日新聞10月21日付）が、これによる妥協は得られなかった。
RMSに関する協議が決裂したことを受け、IWCを離れた3つのフォーラムにおいてIWCの将来を話し合う場が持たれた。第一は日本が中心となるもので、2007年はじめにIWC正常化を目指すための会合が東京で開催された。第二はNGO「ピュー慈善財団 (Pew Charitable Trusts) 」の下で行われているシンポジウムであり、2007年国連本部において元ニュージーランド首相パーマー卿司会の下開催された（2008年1月末にも東京・国連大学本部で開催された）。第三はラテンアメリカ諸国を中心とするものであり、2006年12月ブエノスアイレスで会合を開いた。（2007年12月にも同地にて会合開催）。これらの結果は2007年のIWC年次会合に報告された。
以上の結果等を踏まえ、2008年3月に英国ヒースローで「IWCの将来」と題する中間会合が開催され（IWCウェブサイト）、6月チリで開かれた第60回IWC年次会合に結果が報告された。
なお、捕鯨支持国・反捕鯨国間での考えられ得る妥協案として浮上したのが前述のアイルランド提案であり、反捕鯨国のうちにはこれを受け入れる向きもあると報道された（BBC・2008年ヒースロー中間会合報道記事）。

### デソト提案
以上の議論を受け、小作業部会のデソト議長は以下の妥協案を2009年2月に提示した（デソト提案）。
まず日本の沿岸捕鯨については、5年にわたり、太地（和歌山県）、網走（北海道）、鮎川（宮城県）、和田（千葉県）から日帰りを条件に5隻以下でのミンククジラ漁を認めるとし、6年目以降については、(1)今後も継続、(2)廃止の両案を併記した。
日本による特別科学許可発給に基づく操業については、2つの案が提示された。
第1案では、(1)ナガスクジラ及びザトウクジラの捕獲を行わない、(2)南極海のミンククジラについては、現在の捕獲量から毎年20%ずつ削減し、5年目に0とする、 という内容となっている。
第2案では、科学委員会からのアドバイスに基づき、今後5年間の捕獲頭数を決定して捕鯨を継続する、というものとなっている。

## 関連条約の諸規定
海洋法に関する国際連合条約（国連海洋法条約）
同条約では第65条において、締約国は海洋哺乳類の保存のために協力するものとし、とりわけ鯨類については適当な国際機関を通じて協力する義務を課している。よって国連海洋法条約締約国は、国際捕鯨委員会か他の適当な国際機関を通じて鯨類の管理を協力して行う必要がある。
南極海洋生物資源保存条約
同条約では第6条において、同条約のいかなる規定も、国際捕鯨取締条約に基づき有する権利を害し及びこれらの条約に基づき負う義務を免れさせるものではない旨を規定している。
絶滅のおそれのある野生動植物の種の国際取引に関する条約（いわゆる「ワシントン条約」）
同条約では付属書Ⅰにシロナガスクジラ、ナガスクジラ、ザトウクジラ、ホッキョククジラ、マッコウクジラ、ミンククジラなどの鯨類を掲載し、これらについては商業目的での貿易並びに海からの持込を禁じている。日本は鯨類に関してミンククジラ、イワシクジラ（北太平洋のものを除く）、ニタリクジラ、ナガスクジラ、イラワジイルカ、マッコウクジラ、アカボウクジラにつき留保を付しており、上記鯨種については同条約の適用を免れる。但し留保を付していないザトウクジラと北太平洋に生息するイワシクジラについては、公海上での標本捕獲・持込について、当該持込がされる国の科学当局（日本では鯨類の場合、水産庁）が、標本 (specimen) の持込が当該標本に係る種の存続を脅かすこととならないと助言していること、当該持込がされる国の管理当局（日本では鯨類の場合、水産庁）が、標本が主として商業目的 (primarily commercial purposes) のために使用されるものではないと認め、同管理当局が持ち込みに先立ち上記についての証明書の発給を行う必要がある（第3条5項）。なお、経済的な利益獲得のための活動や、経済的利用のための活動は商業的とみなされること、非商業的側面が際立っていると明らかにはいえないあらゆる利用方法 (all uses whose non-commercial aspects do not clearly predominate) は、第3条5項の文言にある「主として商業目的 (primarily commercial purposes) 」であると解釈するものとされている（ワシントン条約第5回締約国会議決議5.10）。以上から鑑み、日本によって実施が表明されたザトウクジラと太平洋イワシクジラ捕獲はワシントン条約の諸規定を侵害する違法行為にあたるとの見解が元ワシントン条約事務局長で国際法学者のピーター・サンド教授により提起されている。現在のところ、日本はザトウクジラについては捕獲を見合わせているものの、サンド元ワシントン条約事務局長の見解に対して日本鯨類研究所は、商業目的であるか否かについての判断は締約国に委ねられていると主張している(日本鯨類研究所)。なおワシントン条約違反行為等に関しては、締約国会議の下に常設委員会が設けられており、同委員会は締約国会合において採択された諸決議に即し、条約違反国に対する貿易制裁を締約国政府に勧告する権限を有している。同委員会の貿易制裁勧告措置があった場合、大多数の条約違反国は是正措置を講じている。

### 日本語文献
- 原剛『ザ・クジラ：海に映った日本人』第5版、文眞堂、1993年。
- 星川淳『日本はなぜ世界で一番クジラを殺すのか』、幻冬舎新書、2007年。
- 石井敦「なぜ調査捕鯨論争は繰り返されるのか：独立の立場から日本の捕鯨外交を検証する」『世界』2008年3月号、194-203頁(関連サイト)。
- 石井敦「調査捕鯨における『科学』の欠如は漁業資源交渉に悪影響を及ぼしかねない」『科学』第78巻7号（2008年7月）、704-705頁。
- 粕谷俊雄「捕鯨問題を考える」『エコソフィア』第16号(2005年)、56-62頁。
- 加藤秀弘・大隅清治編『鯨類生態学読本』生物研究社、2006年。
- 川端裕人『クジラを捕って、考えた』徳間文庫、2004年。
- 喜多義人 「国際捕鯨委員会と商業捕鯨の禁止」『日本法学』第71巻4号（日本大学法学会）所収
- 喜多義人 「商業捕鯨の合法性と必要性」『日本法学』第73巻第2号（日本大学法学会）所収
- 喜多義人「鯨類資源の管理と国際法--国際捕鯨規制の展開」『日本法学』第71巻第3号（日本大学法学会）所収
- 小松正之『よくわかるクジラ論争』成山堂書店、2005年。
- 小松正之『鯨類等の国際海洋水産資源の持続的利用に向けた日本の国際戦略と展望』 (PDF) 東京大学提出博士論文（農学）、2004年。【論文審査委員（肩書は審査当時のもの）：林良博（主査・東大教授）、会田勝美（東大教授）、黒倉壽（東大教授）、藤瀬良弘（東大客員助教授）、加藤秀弘（遠洋水産研究所鯨類生態研究部長）】審査要旨 (PDF) 。
- 小松正之『クジラは食べていい』宝島社新書、2000年。
- 近藤勲『日本沿岸捕鯨の興亡』三洋社、2001年。
- 森下丈二『なぜクジラは座礁するのか?―「反捕鯨」の悲劇』河出書房新社、2002年。
- NHK取材班『栄光の捕鯨船団：南氷洋の50年』日本放送出版協会、1986年。
- 大久保彩子「国際捕鯨規制の科学と政治：日本の捕鯨外交の再検討に向けて (PDF) 」『海洋政策研究』第4号（2007年）、35-51頁。
- 大久保彩子・石井敦「国際捕鯨委員会における不確実性の管理」『科学技術社会論研究』第3号、106-107頁。
- 大隅清治『クジラと日本人』岩波新書、2003年。
- 真田康弘「米国捕鯨政策の転換：国際捕鯨委員会での規制状況及び米国内における鯨類等保護政策の展開を絡めて (PDF) 」『国際協力論集』第14巻3号（2007年）、203-234頁。
- 真田康弘「CITESとIWCとの相互連関の起源：『海からの持込』規定のCITESへの導入と付属書における鯨類の取り扱いを巡って」『環境情報科学論文集21』(2007年)、315-320頁。
- 政策研究大学院大学C.O.E.オーラル・政策研究プロジェクト『「捕鯨問題」と日本外交 : 保護と利用をめぐる国際対立の構造』政策研究大学院大学、2002年。
- 信夫隆司「米国反捕鯨政策の原点」『政経研究』第41巻1号（2004年）、203-234頁。

※　アルファベット順

### 外国語文献
- Andresen, Steinar,“Science and Politics in the International Management of Whales,” Marine Policy, Vol. 13 (April 1989), pp. 99-117.
- Andresen, Steinar, “The International Whaling Commission (IWC): More Failure Than Success?,” in Edward Miles, Arild Underdal, Steinar Andresen, Jørgen Wettestad, Jon B. Skjærseth and Elaine Carlin, eds., Environmental Regime Effectiveness: Confronting Theory with Evidence (Cambridge, Massachusetts: The MIT Press, 2001), pp. 379-403.
- Baker, Scott and Phillip Clapham, The Ethics of Scientific Whaling: Issues and Alternatives, Proceedings of the ANZCCART Conference held in Christchurch, New Zealand, 18-19 August 2003 (2004).
- Burns, William and Geoffrey Wandesforde-Smith, “The International Whaling Commission and the Future of Cetaceans in a Changing World,”RECIEL Vol. 11, No. 2 (2002), pp.199-210.
- Ishii, Atsushi and Ayako Okubo, “An Alternative Explanation of Japan's whaling diplomacy in the Post-Moratorium Era,”Journal of International Wildlife Law and Policy, Vol. 10 No. 1 (2007), pp. 55-87.（邦訳「日本の捕鯨外交を問い直す：商業捕鯨モラトリアム以降の外交目的と実態の乖離」） - ウェイバックマシン（2012年3月15日アーカイブ分）
- Oberthür, Sebastian, “The International Convention for the Regulation of Whaling: From Over-Exploitation to Total Prohibition,”Yearbook of International Co-operation on Environment and Development, (1998/99), pp. 30-38.
- Peterson, M.J., "Whalers, Cetologists, Environmentalists, and the International Management of Whaling," International Organization, Vol. 46, No. 1 (Winter 1992), pp. 147-186.
- Reeve, Rosalind, Policing International Trade in Endangered Species: The CITES Treaty and Compliance (London: Earthcan, 2002).
- Sand, Peter, "Japan's ‘Research Whaling’ in the Antarctic Southern Ocean and the North Pacific Ocean in the Face of the Endangered Species Convention (CITES)," Review of European Community & International Environmental Law, Vol. 17, No. 1 (2008), pp. 56-71.
- Steuer, Karen, SCIENCE, PROFIT AND POLITICS: Scientific Whaling in the 21st Century(WWF, 2005).
- Third Millennium Foundation, Japan's Vote Consolidation Operation in the IWC (Paciano, Italy: Third Millennium Foundation, 2007)
- Tonnessen, J.N. and A.O. Johnsen, The History of Modern Whaling (Canberra: Australian National University Press, 1982).
- Yablokov, A.V., V.A. Zemsky and A.A. Berzinm, “Data on Soviet Whaling in the Antarctic in 1947-1972 (Population Aspects),”Russian Journal of Ecology, Vol. 29, No. 1 (1998), pp. 38-42.